# Mellé
 Mellé  es una población y comuna francesa, situada en la región de Bretaña, departamento de Ille y Vilaine, en el distrito de Fougères y cantón de Louvigné-du-Désert.

## Demografía
| 960 | 885 | 806 | 738 | 706 | 678 |
| Para los censos de 1962 a 1999 la población legal corresponde a la población sin duplicidades (Fuente: INSEE [Consultar]) |     |     |     |     |     |